# Barcelos (kommun i Brasilien)
Barcelos (engelska: Barcellos) är en kommun i Brasilien.   Den ligger i delstaten Amazonas, i den nordvästra delen av landet, 2 400 km nordväst om huvudstaden Brasília. Antalet invånare är 25 715.
Följande samhällen finns i Barcelos:
- Barcelos

I omgivningarna runt Barcelos växer i huvudsak städsegrön lövskog. Trakten runt Barcelos är nära nog obefolkad, med mindre än två invånare per kvadratkilometer.